# Sacramento (film)
Sacramento är en amerikansk komedifilm som hade premiär på Tribeca Film Festival den 8 juni 2024. Filmen är regisserad av Michael Angarano, som även skrivit filmens manus tillsammans med Christopher Nicholas Smith.

## Handling
Filmen kretsar kring Rickey som är en energisk ung man, övertygar Glenn att ge sig ut på en spontan roadtrip från Los Angeles till Sacramento.

## Rollista (i urval)
- Michael Angarano - Rickey
- Michael Cera - Glenn
- Kristen Stewart - Rosie
- Maya Erskine - Tallie
- AJ Mendez
- Iman Karram
- Rosalind Chao